# Ficinia filiformis
Ficinia filiformis är en halvgräsart som först beskrevs av Jean-Baptiste de Lamarck, och fick sitt nu gällande namn av Heinrich Adolph Schrader. Ficinia filiformis ingår i släktet Ficinia och familjen halvgräs. Inga underarter finns listade i Catalogue of Life.